# Ku 밴드
Ku밴드(12~18GHz)는 위성 및 지구국을 소형화할 수 있다는 경제적 이점이 있다.
이에 따라 국내용 위성에는 경제성이 높은 Ku밴드를, 지역위성에는 전파특성이 좋은 C밴드를 사용하는 경우가 많다.
그러나 Ku밴드도 최근 송수신기술이 향상되고 서비스지역의 기상이 좋을 경우 지역위성으로 사용가능하다.

## 다른 주파수 밴드
| L 밴드  | 1 to 2 GHz     |
| S 밴드  | 2 to 4 GHz     |
| C 밴드  | 4 to 8 GHz     |
| X 밴드  | 8 to 12 GHz    |
| Ku 밴드 | 12 to 18 GHz   |
| K 밴드  | 18 to 26.5 GHz |
| Ka 밴드 | 26.5 to 40 GHz |
| Q 밴드  | 30 to 50 GHz   |
| U 밴드  | 40 to 60 GHz   |
| V 밴드  | 50 to 75 GHz   |
| E 밴드  | 60 to 90 GHz   |
| W 밴드  | 75 to 110 GHz  |
| F 밴드  | 90 to 140 GHz  |
| D 밴드  | 110 to 170 GHz |